# Nicolas Escudé
Nicolas Jean-Christophe Escudé (3 de abril de 1976, Chartres) é um ex-tenista francês que se tornou profissional em 1995. Ele ganhou quatro títulos em simples, dois deles em Rotterdam em (2001 e 2002), e dois em duplas durante sua carreira, que encerrou em 18 de maio de 2006.
Escudé obteve sua melhor colocação no ranking individual da ATP em 26 de junho de 2000, quando se tornou o número 17 do mundo. 

## ATP Finais

### Simples (4 títulos)
| Legenda (Singles)                 |
| Grand Slam (0)                    |
| Tennis Masters Cup (0)            |
| ATP Masters Series (0)            |
| ATP International Series Gold (2) |
| ATP Tour (2)                      |

| Resultado | N. | Data              | Campeonato                | Piso     | Oponente       | Placar             |
| Campeão   | 1. | 27 Setembro 1999  | Toulouse, França          | Duro (i) | Daniel Vacek   | 7–5, 6–1           |
| Vice      | 1. | 19 Junho 2000     | 's-Hertogenbosch, Holanda | Grama    | Patrick Rafter | 1–6, 3–6           |
| Campeão   | 2. | 19 Fevereiro 2001 | Rotterdam, Holanda        | Hard (i) | Roger Federer  | 7–5, 3–6, 7–6(7–5) |
| Vice      | 2. | 11 Fevereiro 2002 | Marseille, França         | Duro (i) | Thomas Enqvist | 7–6(7–4), 3–6, 1–6 |
| Campeão   | 3. | 18 Fevereiro 2002 | Rotterdam, Holanda        | Duro (i) | Tim Henman     | 3–6, 7–6(9–7), 6–4 |
| Campeão   | 4. | 5 Janeiro 2004    | Doha, Qatar               | Duro     | Ivan Ljubičić  | 6–3, 7–6(7–4)      |